# Elias Hutter
Elias Hutter (* 1553 in Görlitz; † zwischen 1605 und 1609) war ein deutscher Orientalist, Buchdrucker und Buchhändler.

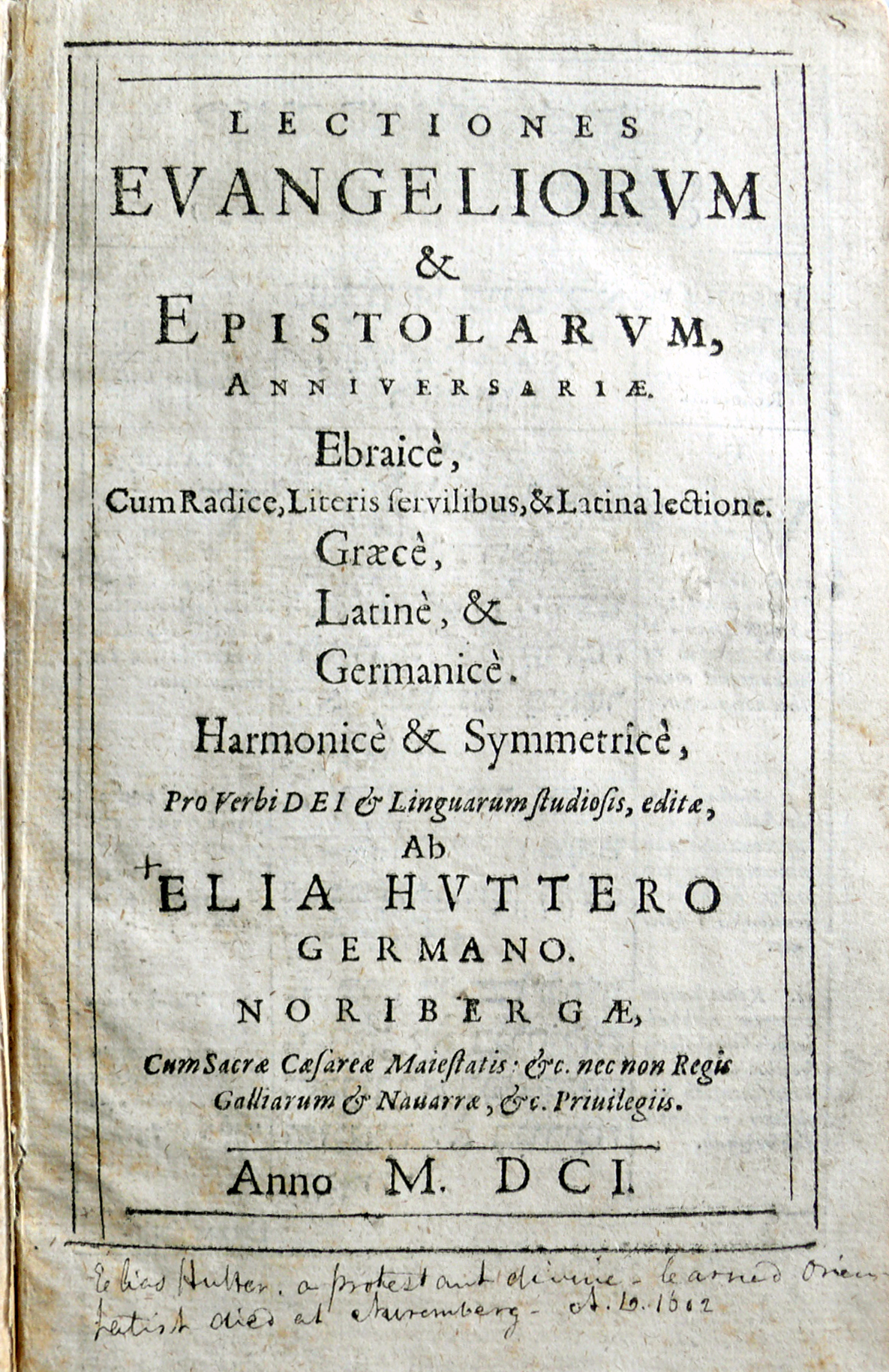
Elias Hutters Lectiones Evangeliorum et Epistolarum 1601 (781 Seiten)

## Leben und Wirken
Hutter schloss sein Studium orientalischer Sprachen in Jena als Magister ab und lehrte sie anschließend in Leipzig, wo er ab 1577 als Professor der hebräischen Sprache tätig war. Nach Erscheinen seines hebräisch-deutschen Wörterbuchs 1578 wurde er vom Kurfürsten August von Sachsen als persönlicher Hebräisch-Lehrer nach Dresden berufen. Auf der Suche nach Finanzierungsmöglichkeiten für seine Publikationsprojekte im Bereich des Hebräischen ging er 1583 nach Lübeck und 1585 nach Hamburg. Dort konnte er ab 1586 das Alte Testament in der Ursprache herausgeben, doch blieb ihm größerer finanzieller Erfolg versagt. Von 1594 an versuchte sich Hutter in Naumburg und ab 1597 in Nürnberg auch als Buchdrucker und Buchhändler und erteilte wieder Sprachunterricht (unter anderem dem später in Altdorf bei Nürnberg als Professor wirkenden Daniel Schwenter). In der Zeit von 1598 bis 1603 konnte er diverse – jeweils mindestens viersprachige – Werke herausgeben. 1604 durch Verschuldung gezwungen, Nürnberg zu verlassen und vorübergehend in Frankfurt am Main ansässig, ist über die letzten Lebensjahre Hutters bisher nur noch bekannt, dass er 1605 noch am Leben war, 1609 jedoch nicht mehr.
Hutter war nicht nur von seinem Glauben, sondern auch von einem linguistisch-pädagogischen Sendungsbewusstsein getrieben: „Man sollte nicht nur die Bibel in verschiedenen Sprachen lesen, man sollte diese auch möglichst klar und Wort für Wort vergleichen, in ihrem verschiedenen und doch im Prinzip gleichen Bau erkennen und so um so leichter lernen können. (…) Anders als die übliche Sprachenharmonie, die das Griechische, Lateinische und Deutsche vom Hebräischen herleiten will, wendet H. die am Hebräischen gewonnenen morphologischen Erkenntnisse auf die drei anderen Sprachen an.“

## Werke
- Sacrae linguae Cubus Hebraico-Germanus, 1578.
- Via sancta sive Biblia Sacra eleganti et maiuscula chracterum forma …, 1587.
- Dictionarium harmonicum biblicum Ebraeum, Graecum, Latinum, Germanicum, 1598. Digitalisat
- BGD. Alep, beth, gimel, daleth / Alphabēton / Alphabetum, Ein A B C Büchlein, Darauß man die vier Haupt-Sprachen, als Ebraisch, Griechisch, Lateinisch, Deutsch &c. Leicht buchstabieren vnd lesen lernen kan, Allgemeiner Christlicher Jugend zum besten angestellt. Alexander Dieterich, Nürnberg 1597. Digitalisat
- Novvm Testamentvm Dni: Nri: Iesv. Christi.. [1]. [Evangelia, Acta Apostolorum]. 1599. Digitalisat
- Biblia Sacra Ebraice, Chaldaice, Graece, Latine, Germanice, Gallice (Slavonice, Italice), 1599 (erschienen: nur 8 Bücher).
- Biblia Sacra, Ebraice, Chaldaice, Graece, Latine, Germanice, Saxonice. Pentateuchus. Dietrich, Nürnberg 1599. Digitalisat
- Sanctvs Marcvs. Evangelium Syriace, Ebraice, Graece, Latine, Germanice, Bohemice, Italice, Hispanice, Gallice, Anglice, Danice, Polinice. Dietrich, Nürnberg 1600. Digitalisat
- Novum Testamentum Syriace, Italice, Ebraice, Hispanice …, 1600.
- Lectiones Evangeliorum & Epistolarum, Anniversariæ. Ebraice, Cum Radice, Literis servilibus, & Latina lectione. Graece, Latine, & Germanice. Harmonice & Symmetrice. Nürnberg 1601. Digitalisat
- Malachias Propheta. Prophetia Ebraice, Graece, & Latine. Harmonice Et Symmetrice. Nürnberg 1601.
- Psalterivm Harmonicvm, Ebraice, Graece, Latine, & Germanice. Psalmi. Pro Verbi Dei Et Linguarum studiosis. Nürnberg 1602. Digitalisat
- Novum Testamentum harmonicum Ebraice, Graece, Latine, Germanice, 1602. Digitalisat